# Natore
Natore este un oraș din Bangladesh.